# Ловрићи
Ловрићи је насељено место у Босни и Херцеговини, у општини Травник. Административно припада Федерацији Босне и Херцеговине, односно њеном Средњобосанском кантону. Према попису становништва из 2013. у насељу је било 106 становника, а већинску популацију чинили су Хрвати.

## Становништво
По последњем службеном попису становништва из 2013. године у овом насељу живело је 106 становника, а село је било етнички хомогено са већинском хрватском популацијом.
| Националност | 2013.       | 1991.        | 1981.        | 1971.        |
| Хрвати       | 97 (91,51%) | 119 (88,15%) | 130 (92,86%) | 177 (87,62%) |
| Бошњаци      | 3 (2,83%)   | 0            | 3 (2,14%)    | 23 (11,39%)  |
| Срби         | 6 (5,66%)   | 4 (2,96%)    | 6 (4,29%)    | 1 (0,49%)    |
| Југословени  | —           | 11 (8,15%)   | 1 (0,71%)    | 0            |
| остали       | —           | 1 (0,74%)    | 0            | 1 (0,49%)    |
| Укупно       | 106         | 135          | 140          | 202          |